# Schiffsfuß
Der Schiffsfuß, ein besonderes Fußmaß, war ein deutsches Längenmaß in Lübeck. Das Maß wurde ausschließlich zum Vermessen von Schiffen verwendet.
- 1 Schiffsfuß = 29,1 Zentimeter